# Японская летяга

Япо́нская летя́га, или ма́лая летя́га (лат. Pteromys momonga) — один из двух видов азиатских (евразийских) летяг. Видовое название momonga получила от своего японского названия.
Ареал — вечнозелёные горные леса островов Кюсю и Хонсю. Размеры тела 15-20 см, длина хвоста — 10-14 см, масса — около 200 г. Шерсть сверху — серо-коричневая, снизу — белая или светло-серая. Беременность длится 4 недели, рождается от 2 до 5 детёнышей. В 1,5 месяца молодняк становится самостоятельным. Живёт в естественной среде до 5 лет, в неволе до 15.
Японская малая летяга — ночное животное, питается корой, орехами, семенами, иногда насекомыми. Гнёзда строит в дуплах и развилках деревьев из мха и лишайников.
Промысловой ценности не имеет в виду непрочной кожи. Риск исчезновения вида — минимальный (LC).